# Vilnius
Vilnius (Vilna forekommer; polsk:  Wilno, hviderussisk: Вільня, russisk: Вильнюс) er Litauens hovedstad. Byen ligger i den sydøstligste del af Litauen og er landets største by med 581.475 (2023) indbyggere. Vilnius var Litauens historiske hovedstad i middelalderen, og blev hovedstad i det selvstændige Litauen i 1990. Den er administrations- og handelsby, der ligger på begge sider af floden Neris. Byen er hovedsæde for Vilnius apskritis og Vilnius distriktskommune.
Byen var europæisk kulturhovedstad i 2009 sammen med Linz i Østrig.

## Oprindelsen af byens navn
Det antages, at Vilnius har fået sit navn efter floden Vilnia, der løber langs Vilnius slotskompleks i byens centrum.

## Geografi
Vilnius ligger i det sydøstlige Litauen, hvor Vilnia-floden (litauisk: Vilnelė) løber sammen med Neris. Den decentrale beliggenhed i Litauen skyldes, at landets grænser har ændret sig gennem århundrederne. Vilnius var tidligere ikke bare det kulturelle, men også det geografiske centrum i Storfyrstendømmet Litauen og var senere en vigtig by i den polsk-litauiske realunion.
Afstanden mellem Vilnius og Østersøen og Klaipėda, den vigtigste litauiske havneby, er ca. 312 km. Andre byer som Kaunas, Šiauliai og Panevėžys kan nås hurtigere og enklere. De ligger henholdsvis 102, 214 og 135 km fra hovedstaden.
Vilnius by strækker sig over 402 km². Det bebyggede areal udgør 20,2%, mens grønne områder udgør 43,9%, og floder og søer dækker 2,1% af kommunen.

### Klima
Vilnius har, i følge Köppens klimaklassifikation, fastlandsklima. Den årlige gennemsnitstemperatur er +6,1 °C, i januar er gennemsnitstemperaturen –4,9 og +17,0 °C i juli. Den gennemsnitlige nedbørmængde er ca. 661 mm om året.
Varme somre med dagtemperaturer over 30 °C forekommer, men stort set svarer klimaet til klimaet i den nordlige del af Tyskland, Danmark og Sydsverige.

## Historie

### Oprindelse
Det er påvist gennem en række arkæologiske fund i forskellige bydele, at Vilnius har været beboet i mange århundreder. Byen er muligvis identisk med den glemte hovedstad Voruta under kong Mindaugas I. I følge en litauisk legende blev Vilnius bygget, efter at storfyrste Gediminas på en rejse sammen med sin druide havde en mærkelig drøm om en jernulv, der stod på en bakke og hylede op mod himlen. Da han bad druiden, krivis Lizdeika, om en tydning af drømmen, fik han til svar, at han måtte bygge et slot på denne bakke, som havde en strategisk beliggenhed ved de tre floder (Vilnia, Neris (polsk: Wilia) og Vingria (nu underjordisk)), og en stor by omkring bakken, således at denne store by ville blive kendt verden over. I så fald har Gediminas på mange måder ført det hedenske Litauen tilbage til Mindaugas' vestlige og kristne Europa ved at grundlægge en hovedstad på samme sted, hvor den tidligere hovedstad lå, samtidig med at byen fik sit nuværende navn.

#### I skriftlige kilder
Byen bliver første gang omtalt under navnet Vilnius i skriftlige kilder i 1323. Vilnius blev kendt, efter at Gediminas sendte et invitationsbrev til tyske handelsmænd.
Den oprindelige del af byen var bygget af Gediminas på Slotsbakken. Vilnius betragtes som grundlagt i 1387, da byen fik byrettigheder af Vladislav II Jagello (1386-1434). Byen var oprindeligt befolket af stedlige rutenere, men snart begyndte befolkningen at vokse, og håndværkere og handelsmænd af andre nationaliteter slog sig ned i byen.

### Udvikling
Mellem 1503 og 1522 blev byen omsluttet af en bymur med ni byporte og tre tårne. Vilnius nåede højden af sin udvikling under Sigismund II Augustus's styre, da han flyttede sit hof til byen i 1544. I de næste århundreder udviklede Vilnius sig til at blive en større og mere moderne by. Denne vækst skyldtes delvis grundlæggelsen af Vilnius Universitet af konge og storfyrste Stefan Báthory i 1579.
Universitetet udviklede sig til et af de vigtigste videnskabelige og kulturelle centre i regionen og det vigtigste videnskabelige center i Storfyrstedømmet Litauen. Selvsagt var det politiske, økonomiske og sociale liv i fuld sving. Det underbyggedes af byens statutter fra 1500-tallet, hvoraf de sidste først og fremmest var i kraft i 1800-tallet. I 1769 blev Rasos-kirkegården etableret.
Vilnius var under Den polsk-litauiske realunion i en hurtig udvikling og åben for migranter fra både øst og vest. Befolkningsgrupper som polakker, litauere, hviderussere, jøder, russere, tyskere, karaitter og andre slog sig ned i byen. Hver gruppe bidrog på sin måde, og på denne tid var det gode tider for håndværk, handel og videnskab. I 1655 blev Vilnius indtaget af russiske styrker og blev plyndret, nedbrændt og befolkningen blev massakreret. Det tog mange år, før byen kom økonomisk på fode, selv om befolkningstallet hurtigt voksede. I begyndelsen af 1800-tallet var byen den tredjestørste i Østeuropa, det fremtvang en nedbrydning af bymuren, og efter 1799-1805 stod kun Morgengryets Port (litauisk: Ausros Vartai) (også kendt som Miedniki-porten og Ostra Brama) tilbage.
Efter den tredje deling af Polen i 1795 blev Vilnius indlemmet i Rusland og blev guvernementshovedstad. I 1812 blev byen erobret af Napoleon på hans færd mod Moskva. Efter at dette felttog havde slået fejl, trak hæren sig tilbage til et område, hvor tusinder af franske soldater døde og blev gravlagt i skyttegravene, de selv havde bygget nogle måneder tidligere. Efter novemberopstanden blev universitetet lukket, og undertrykkelsen stoppede byens videre udvikling. Under januaropstanden i 1863 var der svære kampe i byen, roen blev genoprettet af Mikhail Muravjev. Muravjev gik under navnet Korikas eller Wieszaciel (Bøddelen) af byens indbyggere på grund af de mange henrettelser, han beordrede. Efter opstanden blev undertrykkelsen udvidet og litauisk, polsk og hviderussisk blev forbudt.

### Første verdenskrig og mellemkrigstiden
Under 1. verdenskrig var Vilnius okkuperet af Tyskland fra 1915 til 1918.
I 1919 blev Vilnius proklameret hovedstad i den kortlivede Litauiske og hviderussiske socialistiske sovjetrepublik. Den blev besejret den 1. januar 1919 af polske forsvarsstyrker, som var rekrutteret blandt lokalbefolkningen. Byen blev derefter erobret af bolsjevikkerne, som kom fra øst. Den 19. april 1919 var byen igen erobret af den polske hær under kommando af Edward Rydz-Śmigły, men den 14. juli var den igen tabt til russiske styrker.
Lige efter det russiske nederlag i Slaget ved Warszawa i 1920 leverede Den Røde Hær byen over til den nye stat Litauen på sin vej østover. Men den 9. oktober 1920 erobrede den litauisk-hviderussiske division i den polske hær (general Lucjan Żeligowski) byen efter et arrangeret mytteri. Byen og dens opland blev proklameret som staten Central-Litauen. Efter at der var afholdt valg til det central-litauiske parlament, blev området den 20. februar 1922 indlemmet i Polen. Litauen nægtede imidlertid at opgive kravet på byen, og konflikten forhindrede et normalt forhold mellem de to lande gennem hele mellemkrigstiden, hvor byen Kaunas derfor var Litauens de facto-hovedstad.
Folkeforbundets ambassadørkonference godkendte status quo i 1923, selv om byen forblev et omstridt område mellem Polen og Litauen (der betragtede Vilnius som dets grundlovsmæssige hovedstad). Litauen afstod fra at acceptere polsk overherredømme over Central-Litauen og ikke før 1938-ultimatummet genoptog litauiske myndigheder forbindelse med Polen og godtog de facto Polens anneksion af Vilnius.
For anden gang i historien oplevede Vilnius en periode med hurtig udvikling. Stefan Batory-universitetet blev genåbnet, og byens infrastruktur blev betydeligt forbedret. I 1931 havde Vilnius 195.000 indbyggere, og var Polens femtestørste by.

### Anden verdenskrig

#### September 1939 – juni 1941
Anden verdenskrig indledtes med den tyske invasion af Polen i september 1939. Som et resultat af Molotov-Ribbentrop-pagten rykkede Den røde hær ind den 19. september 1939 og besatte Vilnius. Byen var påtænkt en rolle som hovedstad i Hviderusland, men efter samtaler i Moskva den 10. oktober 1939 blev byen og opland overført til Litauen mod etableringen af sovjetiske militærbaser flere steder i landet. Den 28. oktober 1939 trak Den røde hær sig tilbage til Vilnius forstæder (til Naujoji Vilnia), og Vilnius blev overdraget til den litauiske regerings kontrol. Overdragelsen fejredes med en litauisk militærparade den 29. oktober 1939 gennem Vilnius centrum. Den litauiske regering tog straks initiativ til at ”litauisere” byen, for eksempel ved at ”litauisere” polske skoler. Imidlertid blev hele Litauen annekteret af Sovjetunionen i juni 1940. En sovjetisk regering blev oprettet med Vilnius som hovedstad for den nyoprettede Den Litauiske Sovjetrepublik. Omkring 35.000–40.000 af byens indbyggere blev arresteret af NKVD og sendt til Gulag.

#### Den tyske besættelse
I juni 1941 indledte Tyskland Operation Barbarossa mod Sovjetunionen. Kort efter blev Vilnius erobret.
Under den nazistiske besættelse blev to ghettoer oprettet i den gamle bydel til Vilnius store jødiske befolkningsgruppe.
Den mindste ghetto blev udslettet i oktober 1941, den største eksisterede til 1943. Et mislykket ghettooprør 1. september 1943, organiseret af Fareinigte Partizaner Organizacje (forenede partisaners organisation) FPO, den første jødiske partisanenhed i det tyskbesatte Europa, efterfulgtes af den endelige ødelæggelse af den store ghetto.
Under Holocaust blev næsten 95 % af den 265.000 store jødiske befolkning i Litauen dræbt af tyske enheder i samarbejde med litauiske kollaboratører.
I Paneriai, ca. 10 km sydvest for Vilnius centrum, dræbtes alene mellem 70- og 100.000, de 50-70.000 var polsk-litauiske jøder, 20.000 polakker og ca. 8.000 russere.
Blandt de første ofre var 7.500 sovjetiske soldater, taget som krigsfanger og skudt i 1941.

#### Slaget om Vilnius
Slaget om Vilnius udførtes af enheder fra Den røde hærs tredje Hviderussiske Front efter afslutningen på Den røde hærs Minsk offensiv; de stod over for resterne af Tredje Panzer og Fjerde Arme.
Enheder af Fjerde Arme, hovedsageligt Femte Panzerdivision forsøgte at holde jernbaneknudepunktet ved Molodechno på jernbanelinjen fra Minsk til Vilnius, men knudepunktet blev indtaget den 5. juni 1944 af enheder fra Den røde hær, og de sovjetiske styrker nåede Vilnius den 7. juli.
Den 8. juli var byen omringet, indesluttende den tyske garnison, som havde fået ordre til at holde byen uanset omkostningerne. Sovjettropperne kæmpede sig vej ind i byen under intense gade- til gadekampe sammen med enheder fra det polske hjemmeværn og jødiske partisaner fra FPO. Den 13. juli lykkedes det Den røde hær at splitte de tyske styrker i selve Vilnius i to lommer omkring fængslet og observatoriet. 12-13.000 tyske soldater døde i Vilnius, og byen var endeligt befriet hen mod aften den 13. juli.
Slaget om Vilnius huskes som Operation Ostra Brama af det polske hjemmeværn.

### Efterkrigstiden
Efter 2. verdenskrig besluttede sovjetiske myndigheder at forvise den polske befolkning fra Litauen og Hviderusland. Denne beslutning blev implementeret under den såkaldte repatriation og organiseret i fællesskab af sovjetiske og polske myndigheder. Når man ser bort fra, at denne repatriation var frivillig, og at visse dele af den polske befolkning ikke deltog i den, var den meget omstridt både menneskeligt og juridisk. På denne måde blev byens befolkningssammensætning fuldstændig ændret, og de fleste bånd til byens fortid og traditioner blev brudt.
Disse hændelser påvirkede den demografiske situation i byen til en vis grad. Alligevel var byens vækst i efterkrigstiden den vigtigste faktor for den demografiske udvikling. Væksten i de litauiske byer i denne periode og den synkende befolkning på landet førte til en hurtig befolkningsvækst efter omkring 1960. På denne måde blev den demografiske fordeling af de forskellige etniske befolkningsgrupper i Vilnius mere sammenfaldende med resten af Litauen. Vilnius blev mere litauisk, end den havde været selv flere århundreder tidligere. På den anden side er der en stor polsk befolkningsgruppe, som først og fremmest plejer sine traditioner.

### Frigørelse
I begyndelsen af 1987 fandt der massedemonstrationer sted mod sovjetstyret i byen. Den 11. marts 1990 erklærede den øverste sovjet i den Litauiske Socialistiske Sovjetrepublik sig uafhængig af Sovjetunionen og genoprettede det selvstændige land Republikken Litauen, som var blevet indlemmet af Sovjetunionen i 1940. Sovjetunionen reagerede den 9. januar 1991 med at sende troppestyrker, og den 13. januar angreb sovjetiske styrker vigtige bygninger, hvorved 14 mistede livet, og over 700 blev alvorligt skadet. Alligevel anerkendte Sovjetunionen Litauen som et selvstændigt land efter augustkuppet i Moskva samme år. Den officielle anerkendelse kom den 6. september, fire dage efter at USA gjorde det samme. Vilnius havde da ikke været hovedstad i Litauen siden de to korte perioder i 1918 og 1920.

## Demografi
Vilnius by er det største bysamfund i Litauen og samtidig det mest forskelligartede, hvor indbyggere af litauisk nationalitet udgør mindre end 60 %. De nationale minoriteter i Vilnius er polakker, russere, hviderussere, ukrainere, jøder, tatarer, romaer, karaitter og andre. De fleste af dem har boet i byen i århundreder. Der er mange litauiske, polske og russiske skoler samt andre minoritetsskoler. Byen har mange forskellige religiøse samfund: forskellige kristne trosretninger, det største antal jøder i Litauen, et relativt stort antal muslimer og karietes, som har en synagoge i Vilnius, lige som en betragtelig del af befolkningen erklærer sig som ateister.

### Historisk udvikling
| Demografisk udvikling af Vilnius mellem 1796 og 2007 |         |         |         |         |         |         |         |         |         |         |         |         |
| år                                                   | 1796    | 1811    | 1818    | 1859    | 1875    | 1897    | 1909    | 1916    | 1919    | 1923    | 1931    | 1939    |
| befolkning                                           | 17.500  | 56.300  | 33.600  | 58.200  | 82.700  | 154.500 | 205.200 | 138.800 | 128.500 | 167.400 | 195.100 | 209.400 |
| år                                                   | 1941    | 1944    | 1959    | 1970    | 1979    | 1985    | 1989    | 2001    | 2003    | 2004    | 2006    | 2007    |
| befolkning                                           | 270.000 | 110.000 | 236.100 | 372.100 | 481.000 | 544.400 | 576.700 | 553.900 | 552.800 | 541.180 | 541.824 | 542.782 |

### Fordelt på nationalitet
| År                    | I alt   | Litauere        | Polakker        | Jøder           | Russere       | Hviderussere | Tyskere    | Ukrainere    | Andre          |
| --------------------- | ------- | --------------- | --------------- | --------------- | ------------- | ------------ | ---------- | ------------ | -------------- |
| 1916                  | 138.794 | 2,09% (2.909)   | 53,67% (74.466) | 41,45% (57.516) | 1,59% (2.219) | 0,44% (644)  | 0,63% (880 | [ note 2 ]   | 0,13% (193)    |
| 1931                  | 195.150 | 0,8% (1.579)    | 65,9% (128.600) | 28% (54.600)    | 3,8% (7.400)  | 0,9% (1.700) | 0,3% (600) | 0,1% (200)   | 0,2% (ca. 400) |
| 2001                  | 553.904 | 57,5% (318.510) | 18,9% (104.446) | 0,5% (2.785)    | 14% (77.698)  | 4% (22.555)  | [ note 2 ] | 1,3% (7.159) | 3,8% (20.751)  |
| Noter: 1. 2. 3. 4. 5. |         |                 |                 |                 |               |              |            |              |                |

I 2007 var der ca. 554.400 indbyggere i Vilnius. Af dem var 57,8 % litauere, 18,7 % polakker, 14 % russere, 4 % hviderussere og 0,5 % jøder, resten ca. 5 % var andre nationaliteter.

## Administrative enheder
Vilnius er det administrative centrum i Litauen med de vigtigste politiske, økonomiske, sociale og kulturelle institutioner beliggende i byen. Vilnius apskritis (litauisk: Vilniaus Apskritis) og Vilnius bykommune (litauisk: Vilniaus miesto savivaldybė) har hovedsæde og administrativt centrum i Vilnius, og selvom Vilnius ikke er en del af Vilnius distrikts kommune (litauisk: Vilniaus rajono savivaldybė) har også distriktskommunen hovedsæde og administrativt centrum i Vilnius.

### Vilnius bykommune
Vilnius bykommune, bestående af Vilnius by, byen Grigiskes og tre landsbyer i oplandet styres af Vilnius byråd med 51 medlemmer. Byrådet vælges hvert fjerde år; kandidaterne opstilles af registrerede, godkendte politiske partier. Med virkning fra 2011-valget bliver personlig opstilling, uafhængigt af partierne mulig. Byrådet vælger borgmester, fire viceborgmestre og kommunaldirektør på sit første møde.
Bystyrelsen har 12 medlemmer, hvor borgmesteren er formand.
Vilius Navickas fra det konservative parti var borgmester i Vilnius fra februar 2009. Siden 2015 har Remigijus Šimašius været borgmester

### Bydele i Vilnius
I Vilnius er der 21 seniūnijos (dansk: ~ bydele).
| 1. Verkiai seniūnija 2. Antakalnis seniūnija 3. Pasilaiciai seniūnija 4. Fabijoniskes seniūnija 5. Pilaite bydel 6. Justiniskes seniūnija 7. Virsuliskiai seniūnija 8. Seskine seniūnija 9. Snipiskes seniūnija 10. Zirmunai seniūnija 11. Karoliniskes seniūnija | 1. Zverynas seniūnija 2. Grigiskes seniūnija 3. Lazdynai seniūnija 4. Vilkpede seniūnija 5. Naujamiestes bydel 6. Senamiestis seniūnija 7. Naujoji Vilnia seniūnija 8. Paneriai seniūnija 9. Naujininkai seniūnija 10. Rasos seniūnija |

## Økonomi

### Vilnius, et økonomisk center
Vilnius er det største økonomiske center for Litauen og et af de største finansielle centre for Baltikum. Selvom byen kun er hjemsted for 15% af Litauens befolkning, genererer den omkring 35% af Litauens BNP. Baseret på disse indikatorer er BNP per indbygger baseret på købekraftsparitet i 2005 på ca. 33.100 dollars, hvilket er over EU-gennemsnittet.

### Vilnius' bidrag til Litauens samlede økonomi
Vilnius bidrog med over 4,6 milliarder litas til det nationale budget i 2004. Dette beløb udgør omkring 37 % af det samlede budget. Kaunas, den næststørste by, bidrog til sammenligning kun med 1,5 milliarder. Vilnius modtog til gengæld 360 millioner litas i budgettet, hvilket kun svarer til 7,7 % af byens bidrag. Denne forskel forårsagede en del konflikt med centralregeringen, idet Vilnius krævede en større andel af de midler, byen genererede.

### Turisme
En vigtig kilde til indtægter for Vilnius er turismen, idet der i 2007 kom mellem 1 og 1,5 mio. udenlandske turister til Vilnius. Dette er en fordobling i forhold til 2005. De største grupper var fra polakker (18 %) og tyskere (11 %).

### Banker i Vilnius
Efter selvstændigheden i 1991 privatiseredes Litauens banksektor. Mange af bankerne er siden opkøbt af skadinaviske banker. De tre største banker, som har en samlet markedsandel på 80 % er, de to svenske banker, SEB-bank og Swedbank samt norske DnB NOR.
Alle banker, de fleste hoteller, mange restauranter og forretninger accepterer Visa-kort.

### Vilnius' fondsbørs
Vilnius' fondsbørs er ejet af OMX, som også driver børserne i bl.a. København, Stockholm, Tallinn og Riga. Børserne i Vilnius, Tallinn og Riga har et samarbejde, der gør det nemmere at handle på hinandens børser.
Der er planer om at bygge et World Trade Center i Vilnius. Centret finansieres af danske og litauiske investorer.

### Handel
Markeder i Vilnius 
Der er en række store markeder i Vilnius. Det største i Litauen, Gariūnai marked (litauisk: Gariūnai turgus), ligger i Paneriai bydel, i udkanten af Vilnius. Ved banegården ligger det nyrestaurerede Halė marked (litauisk: Halės turgus) og Kalvarijos marked (litauisk: Kalvarijų turgus) ligger i Kalvariju gatvė på højre side af Neris.

#### Butikscentre i Vilnius
Et af de største butikscentre i Nordeuropa ligger i bydelen Šeškinė, og dækker 143.000 m2. Det består af tre dele under samme tag, Akropolis samt de to mindre dele Ermitazas og Maxima. Akropolis udgør 110.000 m2 af hele centret og består af 102 butikker og 8 biografsale. En hel ishockeybane har fået plads inde i centrets café-område. De to andre centerdele er Ermitažas, som bl.a. sælger IKEA-varer, og supermarkedet Maxima med ca. 48 kasser. Butikscentret står for omkring 20 % af al detailvareomsætningen i den litauiske hovedstad og er en betydelig seværdighed også for litauere fra andre dele af landet. De nyeste butikscentre i Vilnius er Panorama butikscenter i Zverynas og Europa butikscenter i Snipiskes.

## Transport
Vilnius er udgangspunkt for motorvejene Vilnius-Kaunas-Klaipėda og Vilnius-Panevėžys. Selv om Neris-floden er sejlbar, findes der ingen rutebåde, og årsagen er delvis, at Neris kun er sejlbar til Jonava-området. Fra Vilnius internationale lufthavn går de fleste internationale flyvninger til de vigtigste europæiske destinationer. Vilnius jernbanestation er et andet vigtigt trafikpunkt med jernbaneforbindelse til Klaipeda i vest, Tallinn i nord, Warszawa i syd og Moskva i øst. Byen har også sit eget jernbanemuseum.
Der findes et trolleybus-net i byen. Der er planer om at bygge et sporvognsnetværk, men det er usikkert, om det bliver til noget.

### Offentlig transport
Vilnius har et veludviklet offentligt transportsystem. Der er over 60 bus- og 20 trolleybus-linjer, trolleybusnetværket er et af de største i Europa. Over 250 busser og 260 trolleybusser transporterer omkring 500.000 passagerer hver arbejdsdag. De første egentlige busruter blev etableret i 1926, og den første trolleybus blev introduceret i 1956.
Det offentlige transportsystem er domineret af nye lavgulvs-Volvoer og Mercedes-Benz-busser samt Solaris-trolleybusser. De nye Solaris- busser (bygget i Polen) er 15 m lange med tre aksler. Der er stadig mange traditionelle Skoda-busser i drift, men mange af disse er blevet moderniseret. De nye busser er et resultat af en moderniseringskampagne, der begyndte i 2003. Som en del af moderniseringen annoncerede busselskabet UAB "Vilniaus autobusai" i 2007 at de ville indføre naturgasbusser.
I 2007 blev et nyt elektronisk månedskortsystem introduceret. Kortet kan købes i butikker og aviskiosker og fyldes op med det ønskede beløb f.eks. via Internettet. De tidligere månedskort var i brug indtil august 2008.
En enkeltbillet koster 2 litas (0,58 €), hvis der benyttes e-kort, kontantbilletter koster 2,50 litas (0,72 €) mens månedskort koster 70-100 litas (20-30 €). Studerende, pensionister og handicappede modtager op til 80 % rabat på billetprisen.
Ved siden af det officielle offentlige transportsystem er der et antal private busselskaber. De opkræver omtrent den samme takst som de kommunale busser og følger sommetider de samme ruter. Der er et utal af forskellige ruter f.eks. fra forskellige områder til Gariūnai marked.

## Kultur

### Teater og opera
Der er en række teatre i Vilnius bl.a. Litauens nationale drameteater den Litauiske opera og ballet, Det Akademiske teater, det Statslige ungdomsteater, det Russiske teater, det Litauiske folketeater, Vilnius' Universitetsteater, Vilnius gamle byteater og Anzelika Cholina danseteater.
For de musik- og kunstinteresserede er der også mulighed for at uddanne sig på Litauens akademi for musik og teater og Kunstakademiet.
Operaen i Vilnius kan føres tilbage til 1636, hvor en italiensk trup opførte den første operaforestilling i byen på slottet.

### Museer
Der ligger en række museer i byen, bl.a. Litauens nationalmuseum som blev grundlagt i 1855. Museet har levet en omtumlet tilværelse grundet invasioner fra Polen, Tyskland og Rusland. Museet fik sin nuværende navn i 1992 og ligger med flere afdelinger på slottet.
Derudover ligger også en række andre museer i Vilnius bl.a. Litauens kunstmuseum, Kunstindustrimuseet, Europos Parkas, en skulturpark og Holocaust-udstillingen. I Trakai, Litauens historiske hovedstad, 28 km vest for Vilnius, ligger Trakai historiske museum, på slottet, i øvrigt er Trakai et besøg værd. I Kernave, Litauens svar på Pompeii , 38 km nordvest for Vilnius, ligger Kernaves historiske, arkæologiske museum. Kernave blev optaget på UNESCOs Verdensarvsliste i 2004.
Guggenheim-Eremitage-museet er planlagt til at åbne i 2011. Museet vil indeholde udstillinger af værker fra Sankt Petersborgs Eremitagemuseum og Guggenheim Museet sammen med andre samlinger.

### Arkitektur
I lighed med de fleste middelalderbyer har Vilnius middelalderby udviklet sig rundt om rådhuset (litauisk: Vilniaus rotušė). Hovedstrøget, Pilies gatve, strækker sig fra rådhuspladsen (litauisk: Rotuses aikste) til domkirkepladsen (litauisk: Katedros aikste) ved slottet. Andre gader slynger sig rundt om slottet. Husene tilhørte feudale storfolk og godsejere, ligesom der er kirker, butikker og værksteder. I den gamle by findes mange trange og krogede gader og hyggelige gårdspladser.
Det historiske midtpunkt i Vilnius, den gamle by, er en af de største i Østeuropa (3,6 km²). De mest værdifulde historiske og kulturelle bygninger og findesteder er koncentreret her. Bygningerne i den gamle by – de udgør omkring 1500 – blev bygget gennem flere århundreder og er derfor en samling af mange forskellige arkitektoniske stilarter. Selv om Vilnius ofte kaldes en barokby, vil man også finde mange bygninger i gotisk arkitektur, renæssance og andre stilarter. De vigtigste seværdigheder i byen er Gediminas slot og domkirkepladsen, der symboliserer hovedstaden. Sammen udgør de også indgangen til det historiske centrum.
Vilnius Centrum blev optaget på UNESCOs Verdensarvsliste 1994 på grund af byens imponerende sammensætning af gotiske, renæssance, barok- og klassicistiske bygninger. Lige udenfor byen strækker en lille del af Struves meridianbue, som også er på UNESCOs Verdensarvsliste.

#### Vilnius' gamle bydel
Som de fleste middelalderbyer har Vilnius' gamle bydel udviklet sig omkring rådhuset. hovedgaden Pilies gatvė, der strækker sig fra rådhuset til guvernørens palads. Andre gader slynger sig rundt om slottet. Det middelalderlige Vilnius udviklede sig radiært med smalle og snoede gader og små hyggelige gårdhaver.
Den historiske bymidte i Vilnius "Senamiestis seniūnija" er en af de største i Østeuropa (3.6 km²). De mest værdifulde historiske og kulturelle bygninger og arkæologisk interessante steder er koncentreret her. Bygningerne i den gamle by, omkring 1500 i antal, blev bygget over flere århundreder og er en samling af mange forskellige arkitektoniske stilarter. Selv om Vilnius ofte kaldes en barokby, findes der gotisk arkitektur, renæssance og andre stilarter. Hovedattraktionerne i bydelen er Gediminas slot og Domkirkepladsen, som er symbol på hovedstaden. Sammen er de indgangen til det historiske centrum. Vilnius' gamle bydel kom i 1994 på UNESCOs Verdensarvliste, efter kriterierne II og IV.
I 1995 blev den eneste kendte skulptur af Frank Zappa afsløret i centrum af Vilnius med tilladelse fra regeringen.
Det var den litauiske billedhugger Constantine Bogdana, som tidligere havde lavet buster af Vladimir Lenin, der udødeliggjorde Zappa.

### Parker, pladser og kirkegårde
Vingis Park, som er byens største, var skueplads for adskillige store demonstrationer under Litauens kamp for selvstændighed i 1980'erne. Sereikiškės park, nær Gediminas' tårnet bruges til koncerter, festivaler og udstillinger.
Domkirkepladsen i den gamle by er omgivet af en række af byens historisk vigtigste steder. Lukiškėspladsen er den største i centrum og omkranses af adskillige kommunale bygninger. En stor statue af Lenin i midten blev fjernet i 1991. Rådhuspladsen har i lang tid været stedet, hvor messer, fejringer og vigtige begivenheder fandt sted, inklusiv Kaziukasmessen. Byens juletræ står ligeledes her. Statsceromonier er ofte blevet afholdt på Daukantaspladsen overfor præsidentpaladset.
Rasos-kirkegården, indviet i 1801, er stedet, hvor bl.a. Jonas Basanavičius og andre underskrivere af uafhængighedserklæringen i 1918 ligger begravet. Ligeledes er den polske leder Józef Piłsudskis hjerte begravet her.
To af de tre jødiske kirkegårde i Vilnius blev ødelagt under sovjettiden. Omkring 18.000 begravelser har fundet sted på
Franciskanerordenens kirkegård, etableret i 1810. Den blev lukket i 1970'erne, men er nu ved at blive restaureret.
Antakalnis kirkegården, etableret i 1809, indeholder mindesmærker for polske, litauiske, tyske og russiske soldater sammen med gravene for dem, der blev dræbt under Januarbegivenhederne i 1991.

### Kulturhovedstad 2009
Vilnius var samtidig med den østrigske by Linz Europæisk kulturhovedstad i 2009. Arrangementet skulle vise Vilnius som en moderne europæisk by med en rig fortid. I forbindelse med dette var der en lang række kulturelle arrangementer, og der blev gennemført omfattende moderniseringer af infrastrukturen.

## Uddannelse
Alle større litauiske videregående uddannelsesinstitutioner er beliggende i Vilnius. Det største universitet i Litauen med næsten 23.000 studerende er Vilnius universitet. Grundlagt i 1579 er det ligeledes det ældste. Af andre store uddannelsesinstitutioner ligger også Vilnius Gediminas tekniske universitet, Mykolas Romeris universitet (et juridisk universitet) og det Pædagogiske universitet. Derudover er der en række specialiserede uddannelsesinstitutioner med universitetsstatus som General Jonas Žemaitis militærakademi i Litauen, Litauens akademi for musik og teater, Vilnius kunstakademi, den Nationale M. K. Čiurlionis skole for kunst og European Humanities University samt over 40 forskningsinstitutter.

## Sport
Vilnius maraton er blevet afholdt hvert år siden 2004. Arrangementet begyndte i 2001 som et 10 km løb, men blev i 2004 udvidet til et maratonløb. I 2006 blev halvmaraton introduceret.
Vilnius har to fodboldklubber, der spiller i den bedste litauiske række, FK Žalgiris Vilnius (mestre i 1991, 1992, 1999, 2013, 2014, 2015, og 2016), FK Riteriai, Vilniaus Vytis, FK Vilnius .
Vilnius har ligeledes to basketballklubber, der spiller i den bedste litauiske række, BC Lietuvos Rytas (mestre i 2000, '02 og '06) og BC Sakalai (mestre '94).

## Venskabsbyer
Vilnius er venskabsby med:
| - Aalborg, Danmark - Almaty, Kasakhstan - Astana, Kasakhstan - Bruxelles, Belgien - Budapest, Ungarn - Chicago, USA - Chișinău, Moldova - Dnipro, Ukraine - Donetsk, Ukraine | - Duisburg, Tyskland - Edinburgh, Skotland - Erfurt, Tyskland - Gdańsk, Polen - Guangzhou, Kina - Joensuu, Finland - Kyiv, Ukraine - Kraków, Polen - Łódź, Polen | - Madison, USA - Minsk, Hviderusland - Moskva, Rusland - Oslo, Norge - Pavia, Italien - Piræus, Grækenland - Reykjavik, Island - Riga, Letland | - Salzburg, Østrig - Sankt Petersborg, Rusland - Stockholm, Sverige - Strasbourg, Frankrig - Taipei, Taiwan - Tallinn, Estland - Tbilisi, Georgien - Warszawa, Polen |

## Kendte vilnere
| - Michał Andriolli (1836-1893), maler - Teodor Bujnicki (1907–1944), poet - Jan Karol Chodkiewicz (1560-1621), politiker og hétman - Gaon mi Vilno (1720-1797), lærd jøde og kabbalist - Antoni Gorecki (1787-1861), forfatter - Stanisław Jasiukiewicz (1921-1973), skuespiller - Kazimierz Kontrym (1776-1836), forfatter og politiker - Czesław Miłosz (1911-2004), poet, Nobelprisvinder i litteratur - Maurycy Orgelbrand (1826-1904) og Samuel Orgelbrand (1810-1868) - Jerzy Passendorfer (1923-2003), filmregissør - Artūras Paulauskas (1953-), leder af Litauens Seimas - Emilia Plater (1806-1831), soldat og revolutionær | - Kazimierz Plater (1915-2004), skakmester - Ada Rusowicz (1944-1991), sanger - Bolesław Bohusz-Siestrzeńcewicz (1869-1940), general - Piotr Skarga (1536-1612), teolog, forfatter og første rektor ved Vilnius Akademi - Irena Sławińska (1913-2004), historiker og teaterforsker - Jędrzej Śniadecki (1768-1838), kemiker, biolog og filosof - Józef Świętorzecki (1876-1936), general - Władysław Syrokomla (1823-1862), poet, forfatter og oversætter - Zygmunt Vogel (1764-1826), maler - Antoni Wiwulski (1877-1919), skulptør og arkitekt - Tomasz Zan (1796–1855), poet |